# Inventux
Die Inventux Solar Technologies GmbH war ein Solarunternehmen aus dem Berliner Bezirk Marzahn-Hellersdorf. Inventux war ein führender Technologiehersteller für Dünnschichttechnologie und das europaweit erste Solarunternehmen, das mikromorphe Dünnschichtmodule in Serie herstellte.
Das Unternehmen, das nach eigenen Angaben zuletzt 100 Mitarbeiter beschäftigte, bot neben Dünnschicht-Solarmodulen auch Montagesysteme, Wechselrichter und Verkabelung für Photovoltaikanlagen an.

## Geschichte
Inventux wurde als Inventux Technologies AG wurde 2007 in Steinhagen in der Nähe von Bielefeld gegründet, bevor es seine Produktionsstätte in Berlin aufbaute.
Das Unternehmen übernahm Ende 2007 eine Produktionshalle in Berlin-Marzahn, die zuvor von Bombardier genutzt wurde und baute diese in eine moderne Fertigung um.
Der Unternehmenssitz wurde im Mai 2008 nach Berlin verlegt.
Im Oktober 2008 nahm die erste Produktionslinie für mikropmorphe Tandem-Solarmodule in Berlin den Betrieb auf. Die offizielle Eröffnung fand am 4. Dezember 2008 statt.
Es war damit das erste Unternehmen, das sich im Industriegelände Clean Tech Business Park in Berlin-Marzahn ansiedelte.
Nachdem das Unternehmen zu Beginn auf die Produktion von Dünnschichtmodulen spezialisiert war, erweiterte es im Jahr 2010 das Angebotsspektrum der Produkte hin zu Komplettsystemen.
Für die Dünnschichtsolarmodule der X-Series MICROMORPH gewann Inventux 2010 den red dot design award im Bereich Produktdesign und 2011 den IF product design award. Im Jahr 2011 wurde Inventux außerdem zum Finalist des Deutschen Gründerpreises ernannt.

Im November 2011 wurde das Flachdach-Montagesystem fiXflat als Produkt des Jahres 2012 des Industrieverbandes pro-K ausgezeichnet.
Am 18. Mai 2012 wurde über die Inventux Technologies AG ein vorläufiges Insolvenzverfahren beim Amtsgericht Charlottenburg eingeleitet. Mithilfe von neuen Investoren aus Südamerika wurde das Unternehmen ab August 2012 als Inventux Solar Technologies GmbH weitergeführt und produzierte weiterhin am Standort Berlin-Marzahn.
Am 1. Mai 2014 wurde über die Inventux Solar Technologies GmbH ein Insolvenzverfahren beim Amtsgericht Charlottenburg eröffnet. Die Gesellschaft wurde daraufhin bereits am 12. Mai 2014 aufgelöst.

## Produkte
Inventux produzierte ausschließlich mikromorphe Dünnschicht-Solarmodule auf der Basis von Silizium. Es handelte sich dabei um sogenannte Tandem-Module die aus der Kombination einer amorphen (a-Si) und einer mikrokristallinen (µc-Si) Silizium-Schicht bestehen.

## Herstellung
Inventux schied in mehreren Prozessschritten eine TCO-Schicht als Frontkontakt mittels LPCVD, die beiden aktiven Absorber-Schichten (Solarzellen) mittels PECVD und eine weitere TCO-Schicht als Rückkontakt auf Glas-Superstrat ab.

Die monolithische Verschaltung der einzelnen Solarzellen wurde durch die Unterbrechung der einzelnen Schichten mittels Laserablation erreicht.

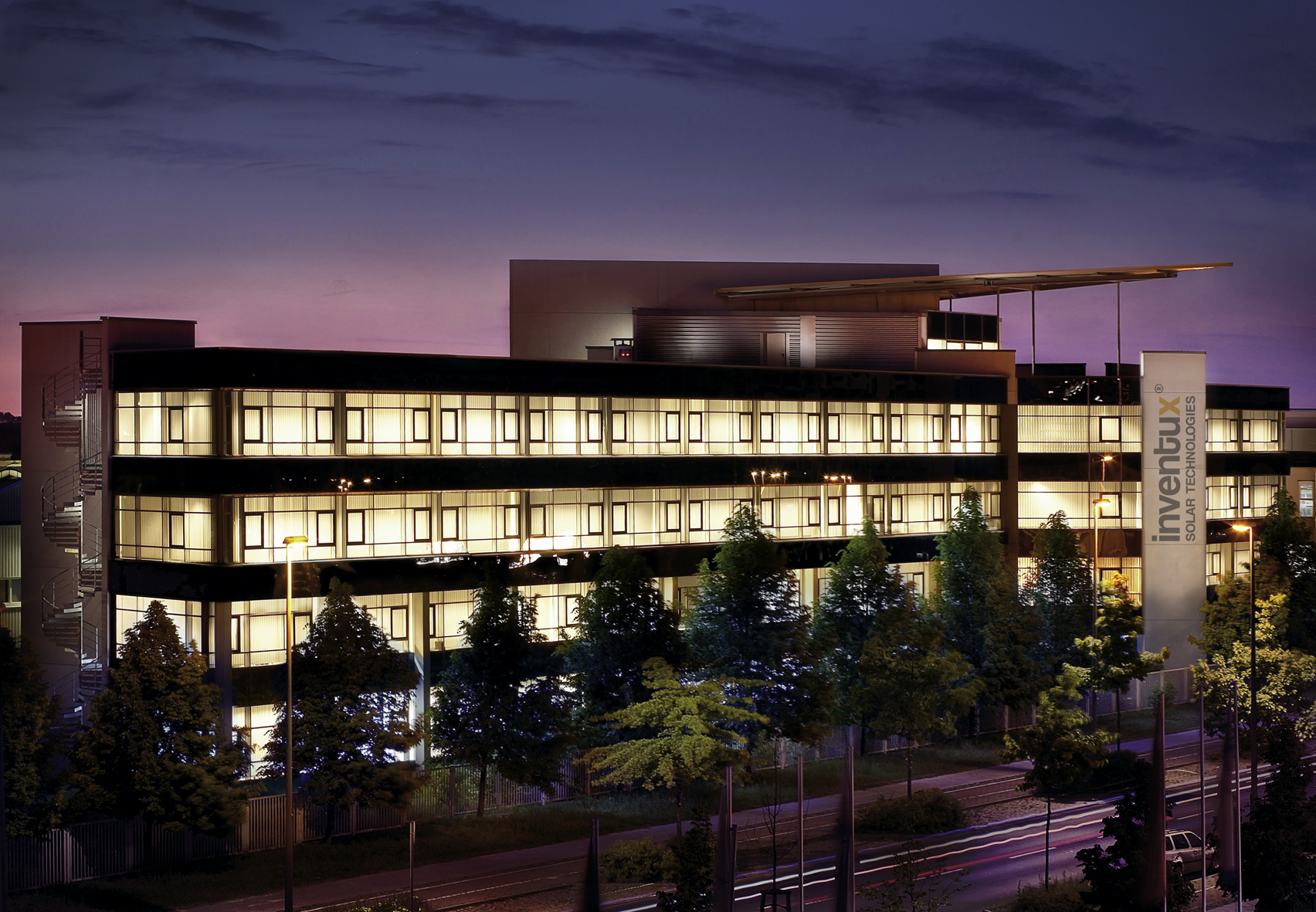
Inventux Firmenzentrale in Berlin

## Unternehmensleitung
Die Leitung des Unternehmens bildeten zuerst die Geschäftsführer Christian Plesser (Vertrieb & Marketing), Oliver Rothe (Finanzen). Mitgründer Volko Löwenstein verließ das Unternehmen 2011. Der Mitgründer und zwischenzeitliche Vorstandssprecher Roland Sillmann schied im Juni 2013 aus dem Unternehmen aus.
Die Geschäftsführung wurde im Dezember 2013 durch Gianakis Jorge Christian übernommen. Oliver Rothe ist ausgeschieden und Christian Plesser hat Prokura übernommen.